# Organizarea administrativă a Scoției
Sub nivelul național, Scoția este divizată în 32 entități administrative numite districte (zone de consiliu) [engleză council areas, scoțiană comhairlean] care sunt echivalente cu autoritățile unitare din Anglia. Au fost înființate în 1996 printr-un act al guvernului regional al Scoției. Sub acest nivel există un nivel format din comitete ale ariilor (engleză area committees), în ariile consiliilor predominant rurale și multe consilii ale comunității (engleză community councils) răspândite în țară, dar acestea nu sunt universale și au puteri mai limitate în raport cu consiliile parohiilor civile ale Angliei.

## Harta
| 1. Inverclyde 2. Renfrewshire 3. West Dunbartonshire 4. East Dunbartonshire 5. Glasgow 6. East Renfrewshire 7. North Lanarkshire 8. Falkirk 9. West Lothian 10. Edinburgh 11. Midlothian 12. East Lothian 13. Clackmannanshire 14. Fife 15. Dundee 16. Angus | 1. Aberdeenshire 2. Aberdeen 3. Moray 4. Highland 5. na h-Eileanan Siar (Insulele Vestice) 6. Argyll and Bute 7. Perth and Kinross 8. Stirling 9. North Ayrshire 10. East Ayrshire 11. South Ayrshire 12. Dumfries and Galloway 13. South Lanarkshire 14. Scottish Borders 15. Orkney 16. Shetland |  |

## Statistici
| Partea Neinsulară                     | Suprafață (km²) | Populație (2001) | Densitate (per km²) |
| ------------------------------------- | --------------- | ---------------- | ------------------- |
| Aberdeen                              | 182             | 212.125          | 1.164               |
| Aberdeenshire                         | 6.317           | 226.871          | 36                  |
| Angus                                 | 2.184           | 108.400          | 50                  |
| Argyll and Bute                       | 7.023           | 91.306           | 13                  |
| Clackmannanshire                      | 158             | 48.077           | 304                 |
| Dumfries and Galloway                 | 6.446           | 147.765          | 23                  |
| Dundee                                | 55              | 145.663          | 2.648               |
| East Ayrshire                         | 1.275           | 120.235          | 94                  |
| East Dunbartonshire                   | 176             | 108.243          | 617                 |
| East Lothian                          | 666             | 90.088           | 135                 |
| East Renfrewshire                     | 168             | 89.311           | 532                 |
| Edinburgh                             | 260             | 448.624          | 1.725               |
| Falkirk                               | 293             | 145.191          | 496                 |
| Fife                                  | 1.340           | 349.429          | 261                 |
| Glasgow                               | 175             | 577.869          | 3.307               |
| Highland                              | 26.119          | 208.914          | 8                   |
| Inverclyde                            | 167             | 84.203           | 503                 |
| Midlothian                            | 350             | 80.941           | 231                 |
| Moray                                 | 2.237           | 86.940           | 39                  |
| North Ayrshire                        | 888             | 135.817          | 153                 |
| North Lanarkshire                     | 476             | 321.067          | 674                 |
| Perth and Kinross                     | 5.395           | 134.949          | 25                  |
| Renfrewshire                          | 263             | 172.867          | 659                 |
| Scottish Borders                      | 4.727           | 106.764          | 23                  |
| South Ayrshire                        | 1.230           | 112.097          | 93                  |
| South Lanarkshire                     | 1.778           | 302.216          | 170                 |
| Stirling                              | 2.243           | 86.212           | 38                  |
| West Dunbartonshire                   | 176             | 93.378           | 531                 |
| West Lothian                          | 427             | 158.714          | 372                 |
| TOTAL NEINSULAR                       | 73.193          | 4.994.276        | 68                  |
| INSULE                                |                 |                  |                     |
| Na h-Eileanan Siar (Insulele Vestice) | 3.070           | 26.502           | 9                   |
| Insulele Orkney                       | 1.025           | 19.245           | 19                  |
| Insulele Shetland                     | 1.471           | 21.988           | 15                  |
| TOTAL INSULE                          | 5.566           | 67.735           | 12                  |
| TOTAL                                 | 78.759          | 5.062.011        | 64                  |